# Adílio Daronch
Adílio Daronch (25. října 1908 Dona Francisca – 21. května 1924 Três Passos) byl mladý brazilský římský katolík sloužící v církvi jako ministrant, zavražděný skupinou revolucionářů spolu s knězem bl. Manuelem Gómezem Gonzálezem, kterého doprovázel. Katolická církev jej uctívá jako blahoslaveného mučedníka.

## Život
Narodil se dne 25. října 1908 v Dona Francisca jako třetí z osmi dětí Pietru Daronchovi († 5. května 1923) a Giudittě Segabinazzi (2. února 1884 – 23. března 1932). Jeho otec byl přistěhovalec z obce Agordo v provincii Belluno v Itálii, který se usadil v Brazílii v roce 1890 a stal se zde ševcovským učněm. Jeho matka byla také přistěhovalkyně. V roce 1911 se s rodinou přestěhoval do Passo Fundo a poté znovu v roce 1913 do Nonoai. Jeho rodiče se vzali dne 15. ledna 1905. Pokřtěn byl dne 1. listopadu 1908. Jeho sourozenci byli Herminia, Abílio, Zolmira, Carmelinda, Annita, João a Vilma. V dětství rád hrával fotbal.
Stal se studentem školy, kterou vedl misijní kněz Manuel Gómez González, kterého také doprovázel při pastoračních návštěvách indiánů Kainganů. Po svém prvním svatém přijímání (roku 1917 nebo 1918) sloužil jako ministrant otci Gonzálezovi. Dne 5. května 1923 byl jeho otec zavražděn.
Na jaře roku 1924 doprovázel Manuela Gómeze Gonzáleze na jeho pastorační cestě do oblastí, obývaných indiány a německými přistěhovalci. V té době zde byla napjatá politická situace. Dne 21. května 1924 byl spolu s knězem, kterého doprovázel, zajat, mučen a zavražděn zastřelením radikálními revolucionáři, pobouřenými jejich aktivitami, u obce Três Passos, tehdy nazývané Feijão Miúdo. 25. května téhož roku byly ostatky obou mučedníků objeveny a pohřbeny.

## Úcta
Beatifikační proces jeho a jeho společníka Manuela Gómeze Gonzáleze započal dne 29. března 1996, čímž obdrželi titul služebníci Boží. Dne 16. prosince 2006 podepsal papež Benedikt XVI. dekret o jejich mučednictví.
Blahořečeni pak byli dne 21. října 2007 ve městě Frederico Westphalen. Obřadu předsedal jménem papeže Benedikta XVI. kardinál José Saraiva Martins.
Jeho památka je připomínána 21. května. Bývá zobrazován jako ministrant v klerice a rochetě. Je patronem diecéze Frederico Westphalen a byl spolupatronem Světových dnů mládeže 2013.